# Valtierrilla
Valtierrilla es una comunidad urbana del estado mexicano de Guanajuato en el Municipio de Salamanca, considerada La Capital Mundial del Nopal. Valtierrilla aporta el 4.75% de la población total del municipio. Tiene una población de 12,986 habitantes (censo INEGI 2020) la localidad. Es mayor que 7 cabeceras municipales en el Estado de Guanajuato (Atarjea, Coroneo, Pueblo Nuevo, Santa Catarina, Santiago Maravatío, Tarandacuao, Xichú). 

## Historia
Valtierrilla es la localidad más importante del municipio de Salamanca después de la cabecera municipal. Es un asentamiento con origen prehispánico, originalmente poblado por los otomíes. En el siglo XVI pasó bajo el dominio español. Durante el virreinato era conocido como el Pueblo de Santa Cruz de Valtierrilla. La Corona española acostumbraba otorgar vastos terrenos llamados estancias a los conquistadores para trabajarlas ya fuera para la agricultura, la ganadería u otros beneficios. Estos terrenos eran una fuente de ingresos para los nativos que trabajaban para los españoles.
La estancia de Valtierra se constituyó al sur del río Lerma. Estaba dividida en dos partes, Valtierra el Grande y Valtierra el Chico. La Valtierrilla de hoy deriva de esta última. Esta comunidad se dedicaba a la ganadería, el campo y la pesca debido a la cercanía del río Laja. La comunidad otomí empezó a construir chozas cerca de la estancia hasta que se formó una ranchería que luego se convertiría en pueblo. Ya para el principio del siglo XVIII la pequeña ranchería se había consolidado. Se delimitaron los terrenos y las calles, las chozas reemplazadas por construcciones de adobe y se construyó una capilla dedicada a la Santa Cruz. Con el paso de los años y aumento de población se convirtió en una nueva comunidad aparte de la villa de Salamanca. Algunos de sus monumentos incluyen el Templo Antiguo y la Parroquia de Nuestra Señora de Guadalupe. 

## Geografía

### Localización y extensión en territorio nacional
Valtierrilla pertenece al municipio de Salamanca, Guanajuato, México, en la zona conocida como el Bajío, cerca de la confluencia de dos ríos, el río Lerma y el río Laja. La extensión territorial de la localidad de Valtierrilla es de aproximadamente 3.78 km² . Si nos referimos a la historia encontraremos que se cita a Valtierrilla como una estancia de ganado mayor. Valtierrilla está situada a los 101° 7′ 40″ de longitud, al oeste del meridiano de Greenwich y, a los 20° 31′ 52″ latitud norte, tomando como base la torre de la Parroquia de Nuestra Señora de Guadalupe. Su altitud es de 1710 m s. n. m.

### Clima, orografía e hidrografía
Dentro del poblado existe una elevación rocosa conocida como cerro de Comaleros (que forman parte las elevaciones del mogote, la cueva, la capilla, la tinaja) aproximadamente a 1,5 km de distancia de la comunidad. La altura de esta elevación es de 1.890 m s. n. m. .
Al sur del poblado está ubicado el río Laja que atraviesa el pueblo de este a oeste y viene a desembocar en el río Lerma en un lugar conocido como las Adjuntas a 4 km del poblado.
El clima en la localidad, se compone de semicálido, subhúmedo con lluvias en verano y parte del otoño, de humedad baja en un 92,3% del territorio.

## Economía
La comunidad de Valtierrilla constituye un importante centro agroindustrial pues a partir de hace algunos años se han creado empresas dentro de su corredor industrial. En el marco de los planes de desarrollo a nivel estatal, Valtierrilla constituye una importante reserva de terreno industrial, que a corto plazo conocerá un fuerte desarrollo. Valtierrilla se encuentra a tan solo 8 kilómetros del centro de la ciudad de Salamanca. Es un lugar propicio para la creación de nuevos negocios y empresas por su ubicación estratégica en el corazón del estado de Guanajuato y de México. Cuenta con importantes vías de comunicación terrestres, entre ellas la Carretera Panamericana y autopistas a la ciudad de Morelia, León, Querétaro principalmente, desde su eje troncal Valtierrilla. Su tierra de uso agrícola es muy productiva y el cultivo y procesamiento del nopal está potencializando a esta localidad a nivel nacional. La mano de obra especializada hacen de Valtierrilla un lugar de exportación para la industria.

### Capital mundial del nopal
La característica principal de esta localidad es su cultivo y producción del nopal. Esta tradición comenzó a raíz de los festivos de la Cuaresma. Era costumbre que los pobladores de Valtierrilla subieran al cerro de Culiacán para cosechar nopales que usarían para preparar sus platillos para la Vigilia pascual. Con el paso del tiempo los pobladores notaron que las tierras en Valtierrilla eran tan fértiles que se podía sembrar el nopal ahí mismo y así ya no tenían que subir más al cerro. Pasaron varios años y comenzó la comercialización del nopal, que se volvió en una importante fuente de ingresos para la localidad. Pronto el nopal se convirtió en la fuente principal. Su producción ha generado un sinfín de trabajos para la comunidad, muchos de estos en las fábricas donde se procesa el nopal.
Desde el año 2005 se celebra en Valtierrilla, durante el mes de febrero con el apoyo del municipio de Salamanca, la Expo Nopal que reúne a productores del nopal y sus derivados. Estos vienen de diferentes partes del estado y México. En la Expo Nopal se exhiben productos derivados del nopal como: rica Nieve de nopal elaborada por la familia Arredondo tradición iniciada por el señor "Paulo" Arredondo Lugo hecha de forma artesanal, sabrosos guisados, tortillas de nopal, champú, jalea, mermelada, cremas para la piel, jugos, dulces, nopal cubierto de chocolate y almendras y muchos más.
Desde el año de 2015 se trabajó para crear la "Ruta del Nopal", la cual ha cobrado especial relevancia y actualmente tenemos visitantes de varias partes del país y también del mundo, visitantes de EE. UU., Alemania, Japón, etc.

## Infraestructura y servicios

### Infraestructura en salud
La comunidad de Valtierrilla contaba con un centro de salud conocido como Unidad Médica de Atención Primaria a la Salud (UMAPS), localizado en la plaza Revolución, que actualmente se encuentra en desuso y en el año de 2012 fue construido el Centro de Salud con Servicios Ampliados (CESSA), este centro, depende directamente de la Secretaría de Salud. Gracias al trabajo realizado, actualmente el servicio es de forma diaria las 24 horas, para la atención de toda persona que no cuente con IMSS, ISSSTE.

### Infraestructura educativa
En la comunidad de Valtierrilla se cuenta con las siguientes instituciones educativas: 
- Cuatro planteles de educación preescolar: Tomasa Esteves, Jaime Torres Bodet, Octavio Leal Gómez y Gabriel Márquez.
- Cinco planteles de educación primaria; Mariano Matamoros, Guadalupe Victoria, 20 de noviembre, Juana de Asbaje, Agustín Melgar.
- Dos planteles de educación media básica: Escuela Telesecundaria n.º 23 y Escuela Secundaria General “Aurelio Méndez Sánchez”.
- Dos plantel de educación media superior bachillerato. y un bachillerato General Centro Educativo Loyola
- Un centro de capacitación IECA del gobierno del estado, anteriormente llamado UNICATT.
- Centro comunitario donde se imparten cursos de capacitación y actualización para todos los habitantes, en diferentes oficios.
- Se construye un CAM por sus siglas Centro de Atención Múltiple para la población que requiere de educación especial en el área de influencia de Valtierrilla.